# Óscar Melendo
Óscar Melendo (Barcelona, 23 de agosto de 1997) é um futebolista profissional espanhol que atua como meia.

## Carreira
Óscar Melendo começou a carreira no Espanyol.

## Títulos
- Segunda Divisão Espanhola: 2020–21[1]